# A Design for Life
"A Design for Life" là bài hát của ban nhạc rock người xứ Wales Manic Street Preachers. Đây là đĩa đơn đầu tiên trích từ album phòng thu thứ tư Everything Must Go của nhóm phát hành vào tháng 5 năm 1996. Tựa ca khúc lấy cảm hứng từ EP đầu tay của Joy Division mang tên An Ideal for Living. Bài hát khám phá những chủ đề về đấu tranh giai cấp cùng với tinh thần đoàn kết và bản sắc của giai cấp công nhân, lấy cảm hứng từ các nhận thức xã hội mạnh mẽ của ban nhạc. MV của ca khúc minh họa chủ đề này một cách cụ thể hơn. Những khẩu hiệu quảng cáo kiểu cũ thúc đẩy sự phục tùng và xung đột nội địa với những phân cảnh có hình săn cáo, Royal Ascot, một trận bóng polo và Last Night of the Proms đại diện cho những thứ mà nhóm coi là đặc quyền của giai cấp. MV này do Pedro Romhany đạo diễn. Ca khúc là sản phẩm đầu tiên được ban nhạc sáng tác và phát hành sau sự biến mất bí ẩn của cựu thành viên Richey Edwards cách đó 1 năm.
"A Design for Life" đã ra mắt và giành thứ hạng cao nhất — vị trí á quân trên UK Singles Chart vào ngày 27 tháng 4 năm 1996, đồng thời trở thành đĩa đầu tiên trong năm ấn phẩm phát hành liên tiếp lọt vào top 10. Bài hát có tổng cộng 14 tuần trụ trên bảng xếp hạng với 7 tuần nằm trong UK Top 40, qua đó trở thành đĩa đơn có thành tích thương mại xuất sắc nhất bên cạnh "Your Love Alone Is Not Enough". Ca khúc còn giành chứng chỉ Vàng tại Anh (200.000 bản sao). Ngoài ra nhạc phẩm đứng ở vị trí cao nhất — hạng 48 tại New Zealand và hạng 50 tại Úc. Ở cả hai quốc gia này bài hát chỉ trụ vỏn vẹn trong 1 tuần trên bảng xếp hạng. Tại Ireland bài hát lọt vào top 20 khi đạt vị trí thứ 17.
"A Design for Life" từng được nhắc đến trong bài hát "Slide Show" (bên cạnh "Devils Haircut" của Beck và "Wonderwall" của Oasis) nằm trong album năm 1999 của Travis có tựa The Man Who: "Vì không có thiết kế nào cho sự sống, không có mái tóc quỷ hiện trong tâm trí tôi và không có bức tường kì diệu để leo lên hoặc bước qua. Tháng 5 năm 2007, tạp chí NME liệt "A Design for Life" ở vị trí thứ 30 trong danh sách "50 bài chủ đề indie hay nhất trừ trước đến nay." Tháng 10 năm 2011, NME xếp bài hát ở hạng 75 trong "150 ca khúc hay nhất trong 15 năm qua".

## Danh sách ca khúc
Tất cả phần nhạc do James Dean Bradfield và Sean Moore sáng tác, còn tất cả ca từ do Nicky Wire viết, ngoại trừ nơi có chú giải:

### CD1
1. "A Design for Life" – 4:19
2. "Mr Carbohydrate" – 4:13
3. "Dead Passive" – 3:19
4. "Dead Trees and Traffic Islands" – 3:43 (Nhạc và lời: James Dean Bradfield, Sean Moore, Nicky Wire)

### CD2
1. "A Design for Life" – 4:21
2. "A Design for Life" (bản của Stealth Sonic Orchestra) – 4:48
3. "A Design for Life" (bản không lời của Stealth Sonic Orchestra) – 4:35
4. "Faster" (Vocal Mix) – 5:46 (nhạc: James Dean Bradfield, Sean Moore; ca từ: Nicky Wire, Richey Edwards)

### MC
1. "A Design for Life"
2. "Bright Eyes" (live) (Mike Batt)

### Vinyl jukebox 7'
1. "Australia"
2. "A Design For Life" (live)

### Vinyl 12"
1. "A Design For Life"
2. "Dead Trees and Traffic Islands"
3. "A Design For Life" (Remix của Stealth Sonic Orchestra)
4. "Mr Carbohydrate"

## Xếp hạng và chứng chỉ
| Xếp hạng (1996)           | Vị trí cao nhất |
| ------------------------- | --------------- |
| UK Singles Chart          | 2               |
| Irish Singles Chart       | 17              |
| New Zealand Singles Chart | 48              |
| ARIA Charts               | 50              |

| Vị trí | 2 | 4 | 9 | 15 | 19 | 27 | 34 |

| Quốc gia                                                    | Chứng nhận | Số đơn vị/doanh số chứng nhận |
| ----------------------------------------------------------- | ---------- | ----------------------------- |
| Anh Quốc (BPI)                                              | Vàng       | 400.000‡                      |
| ‡ Chứng nhận dựa theo doanh số tiêu thụ và phát trực tuyến. |            |                               |